# А Бе ИнБев
Anheuser-Busch InBev SA/NV, известна като AB InBev е компания със седалище в Белгия, най-големият производител на бира в света, следвана от Heineken, Carlsberg и China Res. Snow Breweries. Тя има офиси в повече от 30 държави и продажби в повече от 130 страни по света. Освен това AB InBev има глобален офис за функционално управление в Ню Йорк Сити и регионални щабове в Сао Пауло, Лондон, Сейнт Луис, Мексико Сити, Бремен, Йоханесбург и др. Компанията притежава приблизително 630 марки бира в 150 страни.
През 2023 г. компанията е класирана на 72-ро място в Forbes Global 2000.

## История
Корпорацията е образувана на 18 ноември 2008 г. чрез сливането на белгийско-бразилската компания InBev и американската Anheuser-Busch, които към момента на обединението заемат съответно първо и трето място в света по обем на производство. Сливането стана чрез обратно изкупуване на акции на Anheuser-Busch за общо 52 милиарда долара. На свой ред InBev възниква през 2004 г. в резултат на сливането на белгийската Interbrew, която притежава пивоварни активи в Европа и Канада, и бразилската AmBev, която контролира значителен дял от пазара на бира в Южна Америка.
Корените на Interbrew могат да бъдат проследени до основаната през 1366 г. пивоварна Den Horen, която от 1717 г. започва да използва марката Artois. Interbrew е образувана през 1987 г. при сливането на пивоварните Stella Artois и Piedboeuf, като компанията продължава да се разширява чрез поглъщания през 1990-те години.
AmBev е бразилска пивоварна компания, образувана през 1999 г. чрез сливането на двете най-големи бразилски пивоварни – Brahma и Antarctica. Тя има водеща позиция в Южна Америка и Антилските острови.

## Собственост
Anheuser-Busch InBev се контролира от белгийските семейства Vandamme, de Mévius и de Spoelberch, които към 2015 г. притежават общо 28,6% от компанията, и бразилските инвеститори Хорхе Пауло Леман, Карлос Алберто Сикупира и Марсел Телес, които притежават 22,7% чрез своята частна инвестиционна фирма 3G Capital.
След формирането на Anheuser-Busch InBev SA/NV на 20 октомври 2016 г., компанията се управлява от екипи от „функционални ръководители“ и „президенти на зони“, които се отчитат на главния изпълнителен директор (CEO) на AB InBev Карлос Брито. Всички с изключение на една от тези 19 позиции се заемат от хора, които вече са били ръководители на AB InBev преди придобиването на SABMiller. В сила от юли 2021 г. Брито се оттегля като главен изпълнителен директор на AB InBev след 15 години на този пост. Мишел Дукерис, преди това главен изпълнителен директор на бизнеса в Северна Америка за Anheuser-Busch, го наследява като главен изпълнителен директор.

## Марки бира
Anheuser-Busch InBev е собственик на повече от 600 марки бира. Според маркетинговата стратегия на компанията, те са разделени на 4 групи.
- Глобални основни марки, продавани масово по целия свят:
  - Stella Artois – 4-та марка в света
  - Beck's – марката с най-голям износ от Германия
  - Corona
  - Budweiser – 7-а марка в света
  - Bud Light
- Глобални специални марки, продавани по целия свят, но предназначени за по-специфични пазарни ниши (например Leffe и Hoegaarden)
- Международни марки, продавани в повече от 1 страна (например Bass, Staropramen)
- Местни марки:
  - белгийски: Belle-Vue, Jupiler;
  - немски: Franziskaner, Spatenbräu, Löwenbräu;
  - холандски: Dommelsch, Hertog Jan;
  - бразилски: Antarctica, Bohemia, Brahma;
  - американски: Michelob Ultra, Alexander Keith’s

## България
В България до 2010 г. AB InBev произвежда местните марки „Астика“, „Бургаско пиво“, „Каменица“ и „Плевенско пиво“, както и Staropramen и Leffe по лиценз. След сливането си с Anheuser-Busch, InBev продава българското си дружество на „Старбев“ и няма дейност в страната.